# Festivali i Këngës 2019
La cinquantottesima edizione del Festivali i Këngës si è svolta dal 19 al 22 dicembre 2019 presso il palazzo dei Congressi di Tirana e ha selezionato il rappresentante dell'Albania all'Eurovision Song Contest 2020.
La vincitrice è stata Arilena Ara con Shaj.

## Organizzazione
L'emittente albanese Radio Televizioni Shqiptar (RTSH) aveva confermato la partecipazione dell'Albania all'Eurovision Song Contest 2020, che sarebbe stato ospitato dalla città olandese di Rotterdam, il 23 luglio 2019, annunciando inoltre l'organizzazione della 58ª edizione del Festivali i Këngës per selezionare il proprio rappresentante. Lo stesso giorno l'emittente ha dato la possibilità agli aspiranti partecipanti di inviare i propri brani entro il 15 settembre dello stesso anno.
Le tre serate del festival sono state trasmesse su RTSH 1, RTSH Muzikë e sul canale kosovaro RTK 1, su Radio Tirana 1 e via web su www.rtsh.al, e sono state presentate da Alketa Vejsiu.
I partecipanti sono stati annunciati il 24 ottobre 2019, mentre i brani sono stati pubblicati il 9 dicembre successivo.
Si sono esibiti come ospiti: Jonida Maliqi (vincitrice dell'edizione precedente e rappresentante dell'Albania all'Eurovision Song Contest 2019), Mahmood (vincitore del Festival di Sanremo 2019 e rappresentante dell'Italia all'Eurovision Song Contest 2019), Lindita Theodhori, Ema Qazimi (vincitrice del Festivali i Këngës 1981), Giusy Ferreri ed Eleni Foureira (rappresentante di Cipro all'Eurovision Song Contest 2018).

### Format
L'evento si è articolato in due semifinali (19 e 20 dicembre) e una finale (22 dicembre) che si sono tenute presso il palazzo dei Congressi di Tirana, come accaduto per le precedenti edizioni. I risultati delle semifinali sono stati annunciati il 21 dicembre, anche se i punteggi non sono stati resi noti.
Il punteggio è stato dato unicamente da una giuria di esperti composta da:
- Rita Petro, poetessa albanese;
- Mikaela Minga, musicologa albanese;
- Christer Björkman, cantante e produttore televisivo svedese;
- Dimitris Kontopoulos, compositore greco;
- Felix Bergsson, attore e cantante islandese.

## Partecipanti
La lista dei partecipanti in ordine alfabetico, annunciata dall'emittente il 24 ottobre 2019:
| Artista             | Brano                  | Musica (m) e testo (t)                   |
| ------------------- | ---------------------- | ---------------------------------------- |
| Albërie Hadërgjonaj | Ku ta gjej dikë ta dua | Adrian Hila (m) e Timo Flloko (t)        |
| Aldo Bardhi         | Melodi                 | Aldo Bardhi (m) e Naxhije Berisha (t)    |
| Arilena Ara         | Shaj                   | Darko Dimitrov (m) e Lindon Berisha (t)  |
| Bojken Lako         | Malaseen               | Bojken Lako (m & t)                      |
| Devis Xherahu       | Bisedoj me serenatën   | Devis Xherahu (m) e Jorgo Papingji (t)   |
| Eli Fara & Stresi   | Bohemë                 | Eli Fara (m) e Rozana Radi (t)           |
| Elvana Gjata        | Me tana                | Elvana Gjata (m & t)                     |
| Era Rusi            | Eja merre              | Darko Dimitrov (m) e Naxhije Berisha (t) |
| Gena                | Shqiponja e lirë       | Gena (m) e Endrit Mumajesi (t)           |
| Kamela Islamaj      | Më ngjyros             | Kamela Islamaj (m) e Megi Hasani (t)     |
| Kanita              | Ankth                  | Boban Apostolov (m) e Lindon Berish (t)  |
| Kastro Zizo         | Asaj                   | Gramoz Kzeli e Kleviz Bega (m & t)       |
| Nadia & Genc Tukiçi | Ju flet Tirana         | Genc Tukiçi (m) e Agim Xheka (t)         |
| Olta Boka           | Botë për dy            | Florent Boshnjaku (m) e Genc Salihu (t)  |
| Renis Gjoka         | Loja                   | Renis Gjoka (m) e Ilir Krasniqi (t)      |
| Robert Berisha      | Ajo nuk është unë      | Filloreta Raçi (m & t)                   |
| Sara Bajraktari     | Ajër                   | Adrian Hila (m & t)                      |
| Tiri Gjoçi          | Me gotën bos           | Everest Ndreca (m) e Pandi Laço (t)      |
| Valon Shehu         | Kutia e Pandorës       | Eugent Bushpepa (m) e Elvis Preni (t)    |
| Wendi Mancaku       | Ende                   | Wendy Mancaku (m) e Endrit Mumajesi (t)  |

### Artisti ritornanti
Tra gli artisti partecipanti a questa edizione alcuni di essi avevano già partecipato in passato, tra questi figurano Albërie Hadërgjonaj, vincitrice del concorso nel 1998, e Olta Boka, vincitrice nel 2007.
| Interprete          | Ultima partecipazione |
| ------------------- | --------------------- |
| Albërie Hadërgjonaj | 2006                  |
| Bojken Lako         | 2018                  |
| Devis Xherahu       | 2007                  |
| Elvana Gjata        | 2003                  |
| Era Rusi            | 2009                  |
| Genc Tukiçi         | 2017                  |
| Olta Boka           | 2007                  |
| Renis Gjoka         | 2015                  |
| Tiri Gjoçi          | 2017                  |
| Valon Shehu         | 2012                  |

## Semifinali
| #  | Artista             | Brano                  |
| -- | ------------------- | ---------------------- |
| 1  | Nadia & Genc Tukiçi | Ju flet Tirana         |
| 2  | Sara Bajraktari     | Ajër                   |
| 3  | Devis Xherahu       | Bisedoj me serenatën   |
| 4  | Kanita              | Ankth                  |
| 5  | Kamela Islamaj      | Më ngjyros             |
| 6  | Bojken Lako         | Malaseen               |
| 7  | Elvana Gjata        | Me tana                |
| 8  | Aldo Bardhi         | Melodi                 |
| 9  | Renis Gjoka         | Loja                   |
| 10 | Albërie Hadërgjonaj | Ku ta gjej dikë ta dua |

| #  | Artista           | Brano             |
| -- | ----------------- | ----------------- |
| 1  | Kastro Zizo       | Asaj              |
| 2  | Tiri Gjoçi        | Me gotën bosh     |
| 3  | Olta Boka         | Botë për dy       |
| 4  | Era Rusi          | Eja merre         |
| 5  | Wendi Mancaku     | Ende              |
| 6  | Robert Berisha    | Ajo nuk është unë |
| 7  | Gena              | Shqiponja e lirë  |
| 8  | Eli Fara & Stresi | Bohemë            |
| 9  | Arilena Ara       | Shaj              |
| 10 | Vaoln Shehu       | Kutia e Pandorës  |

## Finale
La finale si è tenuta il 22 dicembre 2019 alle ore 20:45 (UTC+1) ed è stata presentata da Alketa Vejsiu.
Si sono esibiti come intervalli: Giusy Ferreri, con Momenti perfetti, Non ti scordar mai di me (in duetto con Alketa Vejsiu), Novembre, Amore e capoeira, Roma-Bangkok e Jambo, Ema Qazimi ed Eleni Foureira, con Fuego, Tómame, Loquita e una cover di Dancing Lasha Tumbai di Vjerka Serdjučka.
| #  | Artista             | Brano                  | Punti | Posizione |
| -- | ------------------- | ---------------------- | ----- | --------- |
| 1  | Valon Shehu         | Kutia e Pandorës       | 23    | 8°        |
| 2  | Sara Bajraktari     | Ajër                   | 50    | 3°        |
| 3  | Robert Berisha      | Ajo nuk është unë      | 18    | 10°       |
| 4  | Tiri Gjoci          | Me gotën bosh          | 23    | 8°        |
| 5  | Bojken Lako         | Malaseen               | 45    | 4°        |
| 6  | Arilena Ara         | Shaj                   | 67    | 1°        |
| 7  | Gena                | Shqiponja e lirë       | 18    | 10°       |
| 8  | Kamela Islamaj      | Më ngjyros             | 35    | 6°        |
| 9  | Albërie Hadërgjonaj | Ku ta gjej dikë ta dua | 27    | 7°        |
| 10 | Elvana Gjata        | Me tana                | 64    | 2°        |
| 11 | Olta Boka           | Botë për dy            | 17    | 12°       |
| 12 | Era Rusi            | Eja merre              | 43    | 5°        |

| Brano                  | C. Björkman | D. Kontopoulos | F. Bergsson | M. Minga | R. Petro | Totale | Posizione |
| ---------------------- | ----------- | -------------- | ----------- | -------- | -------- | ------ | --------- |
| Kutia e Pandorës       | 1           | 2              | 7           | 7        | 6        | 23     | 8°        |
| Ajër                   | 13          | 10             | 10          | 8        | 9        | 50     | 3°        |
| Ajo nuk është unë      | 9           | 3              | 2           | 3        | 1        | 18     | 10°       |
| Me gotën bosh          | 2           | 4              | 8           | 6        | 3        | 23     | 8°        |
| Malaseen               | 3           | 8              | 3           | 18       | 13       | 45     | 4°        |
| Shaj                   | 10          | 13             | 13          | 13       | 18       | 67     | 1°        |
| Shqiponja e lirë       | 4           | 7              | 1           | 1        | 5        | 18     | 10°       |
| Më ngjyros             | 6           | 6              | 4           | 9        | 10       | 35     | 6°        |
| Ku ta gjej dikë ta dua | 7           | 5              | 6           | 5        | 4        | 27     | 7°        |
| Me tana                | 18          | 18             | 18          | 2        | 8        | 64     | 2°        |
| Botë për dy            | 5           | 1              | 5           | 4        | 2        | 17     | 12°       |
| Eja merre              | 8           | 9              | 9           | 10       | 7        | 43     | 5°        |